# Golden Boy Promotions
Golden Boy Promotions ist eine US-amerikanische Boxpromotionfirma. Sie wurde im Jahre 2002 vom 10-fachen Boxweltmeister Óscar de la Hoya, dem unter anderem seit 2007 auch die Boxzeitschrift The Ring gehört, gegründet. Aktueller Präsident ist Eric Gomez.
Kämpfe des Unternehmens werden von HBO, Showtime, ESPN und Estrella TV übertragen.